# Listă de spitale din România
Aceasta este o listă de spitale din România: 

## Alba
- Spitalul Județean de Urgență Alba
- Spitalul Municipal  Aiud
- Spitalul Municipal Blaj
- Spital Municipal Sebeș
- Spitalul Orășenesc Cugir
- Spitalul Orășenesc Abrud;
- Spitalul Orășenesc Câmpeni;
- Spitalul de Boli  Cronice Câmpeni;
- Spitalul de Pneumo-Ftiziologie Aiud

## Arad
- Spitalul Clinic Județean de Urgență Arad
- Spitalul Orășenesc Ineu
- Spitalul Orășenesc Lipova
- Spitalul de Boli Cronice Sebiș
- Spitalul de Psihiatrie Mocrea
- Spitalul de Psihiatrie Capâlnas
- Spitalul de Recuperare Neuropsihomotorie Dezna

## Argeș
- Spitalul Județean de Urgență Pitești-Argeș
- Spitalul de Pediatrie Pitești
- Spitalul Militar de Urgență „Dr. Ion Jianu” Pitești
- Spitalul Municipal Câmpulung Muscel
- Spitalul Municipal Curtea de Argeș
- Spitalul Orășenesc Regele Carol I Costesti
- Spitalul Orășenesc Sfântul Spiridon Mioveni
- Spitalul de Pneumoftiziologie Câmpulung Muscel
- Spitalul Boli Cronice și Geriatrie „Constantin Bălăceanu-Stolnici” Stefănești, Argeș
- Spitalul de Psihiatrie „Sf.Maria” Vedea
- Spitalul de Pneumoftiziologie Sf. Andrei Valea Iașului
- Spitalul de Recuperare Brădet
- Spitalul de Boli Cronice Călinești
- Spitalul de Pneumoftziologie Leordeni

## Bacău
- Spitalul Județean de Urgență Bacău

## Bihor
Informații suplimentare: Lista spitalelor din Oradea
- Spitalul Clinic Județean de Urgență Oradea
- Spitalul Clinic Municipal „Dr. Gavril Curteanu” Oradea
- Spitalul Municipal Episcop Nicolae Popovici Beiuș
- Spitalul Municipal „Dr. Pop Mircea” Marghita
- Spitalul Municipal Salonta
- Spitalul Orășenesc Aleșd
- Spitalul de Psihiatrie Nucet
- Spitalul Clinic de Recuperare Medicală Băile Felix
- Spitalul de Psihiatrie și Pentru Măsuri de Siguranță Ștei

## Bistrița-Năsăud
- Spitalul Județean de Urgență Bistrița
- Spitalul Orășenesc „Dr. George Trifon” Năsăud
- Spitalul Orășenesc Beclean
- Preventoriul TBC de Copii Ilișua

## Botoșani
- Spitalul Județean de Urgență Mavromati Botoșani
- Spitalul de Pneumoftziologie Botoșani
- Spitalul de Recuperare Sfântul Gheorghe din Botoșani
- Spitalul Municipal Dorohoi
- Spitalul de Neuropsihiatrie Podriga

## Brașov
- Spitalul Clinic Județean de Urgență Brașov
- Spitalul Militar de Urgență „Regina Maria” din Brașov
- Spitalul Clinic de Obstetrică Ginecologie „Dr. Ioan Aurel Sbarcea” din Brașov
- Spitalul Clinic de Urgență pentru Copii Brașov
- Spitalul Clinic de Psihiatrie și Neurologie din Brașov
- Spitalul General Căi Ferate Brașov
- Spitalul de Boli Infecțioase din Brașov
- Spitalul ”Dr.Caius Tiberiu Sparchez” din Zărnești
- Spitalul Municipal „Dr. Aurel Tulbure” din Făgăraș
- Spitalul Municipal Codlea
- Spitalul Municipal Săcele
- Spitalul Orășenesc Rupea

## Buzău
- Spitalul Județean de Urgență Buzău
- Spitalul de Boli Infecțioase ,,Gârlași” Buzău
- Spitalul Căi Ferate Buzau
- Spitalul Sf. Constantin
- Spitalul de Boli Cronice Smeeni

## Cluj
- Spitalul Clinic Județean de Urgență Cluj-Napoca
- Spitalul Clinic Municipal Cluj-Napoca
- Spitalul Municipal Turda
- Spitalul Municipal Câmpia Turzii
- Spitalul Orășenesc Huedin
- Spitalul Clinic de Boli Infecțioase Cluj-Napoca
- Spitalul Militar Cluj-Napoca
- Spitalul Clinic de Pneumoftiziologie „Leon Daniello” Cluj - Napoca
- Spitalul Clinic de Recuperare Cluj - Napoca
- Institutul Oncologic „Prof. Dr. I. Chiricuță” Cluj - Napoca
- Institutul Inimii „Nicolae Stăncioiu” Cluj Napoca
- Institutul Regional de Gastroenterologie-Hepatologie „Prof.Dr. Octavian Fodor”
- Institutul Clinic de Urologie și Transplant Renal Cluj Napoca
- Spitalul de Boli Psihice Cronice Borșa
- Spitalul Municipal Gherla
- Spitalul Municipal Dej

## Constanța
- Spitalul Clinic Județean de Urgență Constanța [2]
- Centrul de Copii "Sf. Laurențiu" din Cernavodă[3]
- Spitalul Clinic de Pneumoftiziologie Constanța
- Spitalul Clinic de Boli Infecțioase Constanța
- Spitalul Municipal Medgidia
- Spitalul Clinic de Recuperare, Medicină Fizică și Balneologie Eforie Nord
- Spitalul Orășenesc Cernavodă
- Spitalul Municipal Mangalia
- Spitalul Orășenesc Hârșova
- Spitalul Clinic Căi Ferate Constanța
- Spitalul Militar de Urgență „Dr.Alexandru Gafencu” Constanța
- Sanatoriul Balnear și de Recuperare Mangalia
- Sanatoriul Balnear și de Recuperare Techirghiol

## Dolj
- Spitalul Filantropia, Craiova [4]
- Spitalul Clinic Județean de Urgență Craiova
- Spitalul Clinic Căi Ferate Craiova
- Spitalul de Boli Infecțioase Victor Babeș Craiova
- Spitalul de Neuropsihiatrie Craiova
- Spitalul Militar Craiova
- Spitalul Municipal Calafat
- Spitalul de Psihiatrie Poiana Mare
- Spitalul Municipal „Prof.Dr. Irinel Popescu” Băilești
- Spitalul Orășenesc Segarcea
- Spitalul Orășenesc Filiași
- Spitalul Orășenesc Așezămintele Brâncovenești Dăbuleni
- Spitalul de Pneumoftiziologie Leamna
- Spitalul Clinic de Boli Infectioase V. Babeș

## Mehedinți
- Spitalul Județean de Urgență Drobeta-Turnu Severin

## Galați
- Spitalul Clinic Județean de Urgență Sfântul Apostol Andrei Galați
- Spitalul de Psihiatrie ”Ellisabeta Doamna” Galați

## Gorj
- Spitalul Județean Târgu-Jiu[5]

## Maramureș
- Spitalul de Pneumoftiziologie (TBC) din Baia Mare[6]
- Spitalul Județean De Urgență ,, Dr. Constantin Opriș “

## Mureș
- Spitalul Nova Vita
- Spitalul Clinic Județean Mureș
- Spitalul Clinic Județean de Urgență Tîrgu Mureș Arhivat în 25 iunie 2021, la Wayback Machine.
- Institutul de Urgență de Boli Cardiovasculare și Transplant Tîrgu Mureș
- Spitalul Municipal Sighișoara
- Spitalul Municipal "Dr. Gheorghe Marinescu" Târnăveni
- Spitalul Orășenesc Luduș "Dr. Valer Russu"
- Spitalul Municipal "Dr. Eugen Nicoară" Reghin
- Spitalul Sovata-Niraj

## Olt
- Spitalul Județean de Urgență Slatina
- Spitalul Municipal Caracal
- Spitalul de Psihiatrie Cronici Schitu Greci
- Spitalul Orășenesc Balș
- Spitalul Orășenesc Corabia

## Prahova
1. Spitalul Judetean de Urgenta Ploiesti
2. Spitalul de Boli Infectioase Ploiesti
3. Spitalul CFR Ploiesti
4. Spitalul de Boli Pulmonare Ploiesti
5. Spitalul Boldescu Ploiesti
6. Spitalul Buna Vestire Ploiesti
7. Spitalul Municipal Ploiesti
8. Spitalul de Obstretica si Ginecologie Ploiesti (Maternitatea Ploiesti)
9. Spitalul de Pediatrie Ploiesti
10. Spitalul Municipal Campina
11. Spitalul de Psihiatrie Voila Campina
12. Spitalul Orasenesc Baicoi
13. Spitalul de Boli Pulmonare Breaza
14. Spitalul de Pneumoftiziologie Floresti
15. Spitalul Orasenesc Sinaia
16. Spitalul de Ortopedie si Traumatologie Azuga
17. Spitalul Orasenesc Valenii de Munte
18. Spitalul de Pneumoftiziologie Drajna
19. Centrul de Recuperare Si Reabilitare Neuropsihiatrica Calinesti
20. Spitalul Orasenesc Urlati
21. Spitalul Orasenesc Mizil

## Sibiu
- Spitalul Clinic Județean de Urgență Sibiu
- Spitalul de Pneumoftiziologie Sibiu
- Spitalul Clinic de Psihiatrie Dr Gheorghe Preda Sibiu
- Spitalul Clinic de Pediatrie Sibiu
- Spitalul Militar de Urgență Dr. Alexandru Augustin Sibiu
- Spitalul Municipal Mediaș
- Spitalul Orășenesc Agnita
- Spitalul General Căi Ferate Sibiu
- Spitalul Orășenesc Cisnădie

## Suceava
- Spitalul Județean de Urgență „Sfântul Ioan cel Nou” din Suceava

## Timiș
- Spitalul Mizericordienilor din Timișoara
- Spitalul Clinic Județean de Urgență Timișoara
- Spitalul Clinic Municipal Urgență Timișoara
- Spitalul Clinic de Urgență pentru copii Louis Țurcanu Timișoara
- Spitalul de Boli Infecțioase și Pneumoftiziologie DR.V. Babeș Timișoara
- Spitalul Municipal Dr. Teodor Andrei Lugoj
- Spitalul Orășenesc Deta
- Spitalul Orășenesc Făget
- Spitalul Orășenesc Sânnicolau Mare
- Spitalul Dr.Karl Diel Jimbolia
- Spitalul de Psihiatrie și pentru Măsuri de Siguranță Jebel
- Spitalul de Psihiatrie Gataia
- Centrul Medical Clinic de Evaluare și Recuperare pentru copii și tineret Cristian Șerban Buziaș
- Institutul de Boli Cardiovasculare Timișoara
- Spitalul Militar de Urgență Dr. Victor Popescu Timișoara
- Spitalul CFR Timișoara

## Tulcea
- Sanatoriul de leproși din Tichilești, Tulcea - ultima leprozerie din sud-estul Europei[7][8][9]

## Vaslui
- Spitalul Județean de Urgență "Sfânta Chiriachi" Vaslui
- Spitalul Municipal de Urgență "Elena Beldiman" Bârlad
- Spitalul Municipal "Dimitrie Castroian" Huși
- Spitalul de Psihiatrie Murgeni
- Spitalul de Îngrijiri Paliative RECUMED, spital privat
- Centrul de Asistență Medico-socială Băcești
- Centrul De Asistență Medico-socială Codăești

## Vâlcea
- Spitalul Județean de Urgență Vâlcea

## Spitale de psihiatrie
- Spitalul de Psihiatrie Poiana Mare, Dolj
- Spitalul de Psihiatrie Bălăceanca [10]
- Spitalul de boli nervoase din Vârlezi, Galați [11]
- Spitalul de Psihiatrie Socola din Iași
- Spitalul de psihiatrie de la Pădureni Grajduri, județul Iași [12]
- Spitalul de Boli Psihice Cronice din Borșa, județul Cluj[13]
- Centrul de Recuperare și Reabilitare Neuropsihiatrică Gura Ocniței [14]
- Spitalul de Psihiatrie din Câmpulung Moldovenesc [15]
- Centrul de Recuperare și Reabilitare Neuropsihică din Galda de Jos [16]
- Spitalul de Psihiatrie și pentru Măsuri de Siguranță Săpoca, județul Buzău
- Căminul de la Aldeni, județul Buzău [17]
- Spitalul de Psihiatrie Mocrea, județul Arad [18]
- Spitalul de Psihiatrie Voila, Campina, Judetul Prahova
- Spitalul de Psihiatrie Vedea, Județul Arges
- Spitalul de Psihiatrie Săpunari, județul Călărași